# Никодим (Руснак)
Митрополит Харківський і Богодухівський Никодим (справжнє ім'я Руснак Никодим (ур. Микола) Степанович; 18 квітня 1921, Давидівці, Буковина, Румунія (тепер — Кіцманський район Чернівецької області) — 15 вересня 2011, Харків) — архієрей УПЦ (МП). На момент смерті був найстарішим як за хіротонією, так і за віком єпископом УПЦ (МП) та всієї РПЦ. З квітня по 27 травня 1992 року виконував обов'язки Предстоятеля УПЦ (МП), постійний член синоду УПЦ (МП).

## Біографія

### Юність
Микола Степанович Руснак народився 18 квітня 1921 року у селі Давидівці Чернівецької області у селянській родині. Школу закінчив у 1935 році.

### Початок служіння
У 1938 році став послушником Свято-Йоано-Богословського монастиря Чернівецької єпархії, де 6 січня 1945 року прийняв чернечий постриг. Тезоіменитство — в Неділю святих жон-мироносиць. 29 квітня 1945 року був висвячений у сан ієродиякона, а 23 лютого 1946 року — в сан ієромонаха. З 1950 до 1955 року ніс послух настоятеля Свято-Йоано-Богословського монастиря.
З 1955 року навчався у Московській духовній семінарії, одночасно виконував обов'язки благочинного Московської духовної академії і семінарії.
У 1958 році закінчив МДА зі ступенем кандидата богослов'я. З 23 квітня перебував у складі Російської духовної місії в Єрусалимі, 15 листопада прийняв сан архімандрита та був призначений заступником начальника місії.

### Архієрейське служіння
10 серпня 1961 року возведений у сан єпископа і скерований до Костромської єпархії. З 21 квітня 1964 року став єпископом Аргентинським і Південноамериканським. З 25 лютого 1968 року — архієпископом, Екзархом Центральної і Південної Америки. В цей час активно займався перекладом на іспанську мову богослужбових текстів, результатом чого став випуск в травні 1970 р. в Буенос-Айресі книги «Літургікон» — першого православного «Служебника» іспанською мовою.
1 грудня 1970 року призначений архієпископом Харківським і Богодухівським, а з 23 листопада 1983-го — Львівським і Тернопільським, тимчасовим управляючим Харківською єпархією. 28 березня 1984 року звільнений від тимчасового управління Харківською єпархією. 9 квітня 1985 року возведений у сан митрополита. З 27 грудня 1988 року — митрополит Львівський і Дрогобицький, священноархімандрит Свято-Успенської Почаївської лаври. 13 вересня 1989 року повернувся на Харківську кафедру. Під час від'їзду зі Львова привласнив декілька історико-релігійних пам'яток, зокрема крісло митрополита Андрея Шептицького яке було віднайдено тільки в 2025 р.
З квітня по 27 травня 1992 року виконував обов'язки Предстоятеля УПЦ (МП). У середині квітня 1992 року, за словами Никодима, під час повернення до Харкова після освячення нової церкви у смт Сахновщина його автомобіль намагалася збити з дороги невстановлена вантажівка «КамАЗ».
27—28 травня 1992 року очолив неканонічний Харківський собор Української православної церкви (Московського патріархату), скликаний і проведений із грубим порушенням Статуту УПЦ, де було «засуджено розкольницьку діяльність» митрополита Філарета (Денисенка) та обрано Предстоятелем митрополита Володимира (Сабодана) (знову ж таки всупереч Статуту УПЦ МП, згідно якого Предстоятель обирається з числа єпископату самої УПЦ, до якого Володимир (Сабодан), як митрополит Ростовський, не належав).
З 20 червня 1992 року — постійний член Священного Синоду УПЦ (МП).
З 27 грудня 1994 року — голова Синодальної комісії з канонізації святих.
28 липня 1999 р. митрополитом Київським і всієї України Володимиром і Священним Синодом УПЦ МП був удостоєний права носіння двох панагій.

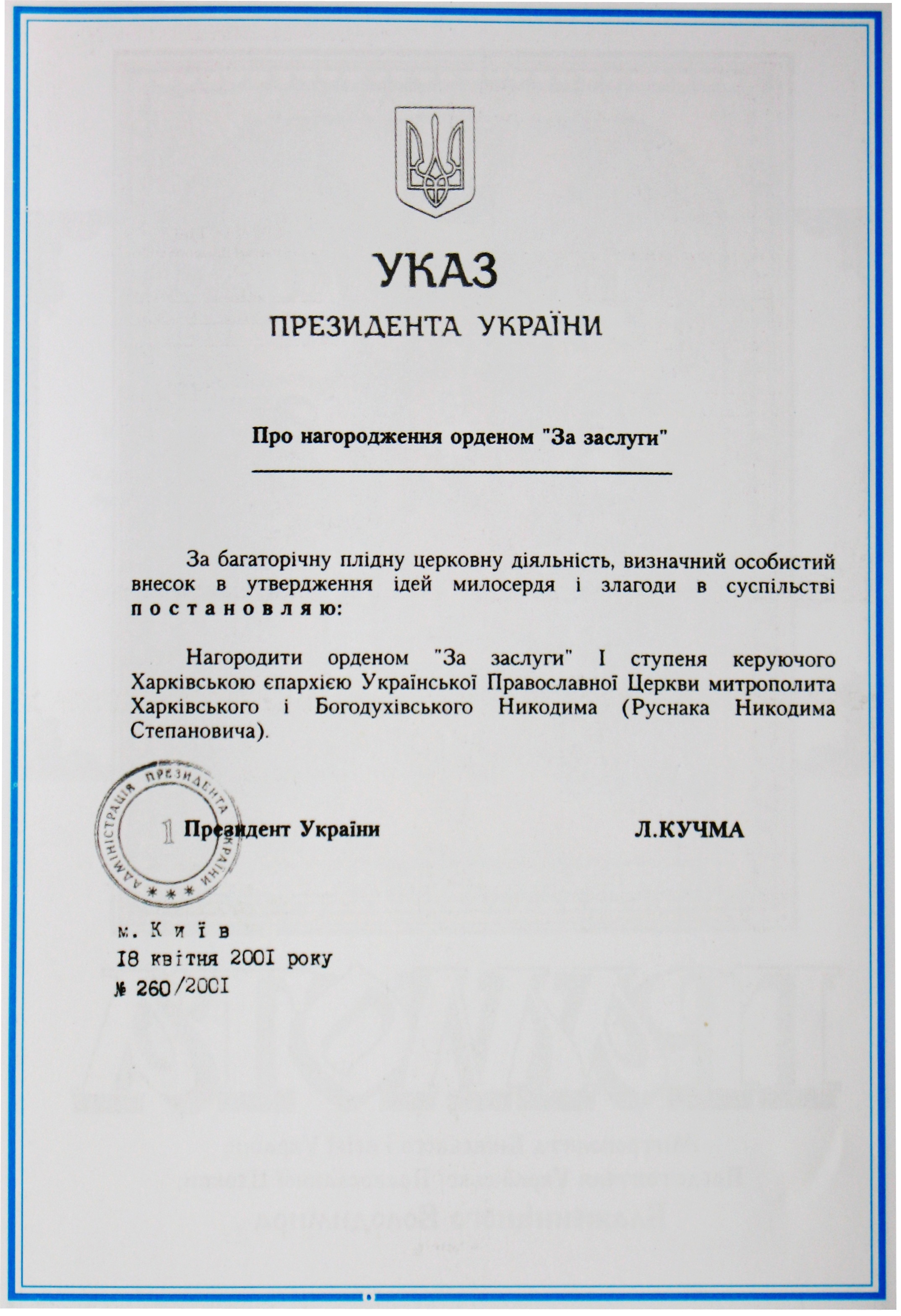
Указ про нагородження орденом за заслуги I ступеня

22 листопада 2006 року Рішенням Священного Синоду УПЦ МП звільнений з посади голови Синодальної комісії з канонізації святих у зв'язку з навантаженням єпархіальними справами.
Почесний громадянин міста Харкова (з 1999) і Харківської області (з 2006 р.).
Помер 15 вересня 2011 (приблизно о 19:30) у м. Харків на території Свято-Покровського монастиря внаслідок серцевої недостатності та хронічних хвороб.
Вранці 16 вересня, після закінчення Божественної літургії в Йоано-Богословському храмі при архієрейської резиденції, тіло митрополита Никодима було перенесено в Благовіщенський кафедральний собор м. Харкова, де архієпископ Ізюмський Онуфрій (Легкий), вікарій Харківської єпархії, здійснив біля труни заупокійну літію.
17 вересня в Благовіщенському соборі проведено відспівування, тіло покійного архіпастиря поховано поруч з вівтарем приділу на честь святителя Мелетія Харківського нижнього храму Свято-Благовіщенського собору.

## Твори

### Книги
- Сборник служб и акафистов — Харьков: Прапор, 1996. — 336 с.
- Послания. Слова. Речи — Харьков: Прапор, 1995. — Т. 1, 2. — 624 с. — 6 000 экз. — ISBN 5-7766-0371-4.
- Послания. Слова. Речи — Харьков: Прапор, 1998. — Т. 3. — 592 с. — 6 000 экз. — ISBN 5-7766-0731-0.
- Послания. Слова. Речи — Харьков: Майдан, 2001. — Т. 4. — 608 с. — 5 000 экз. — ISBN 966-7903-07-9.
- Послания. Слова. Речи — Харьков: Майдан, 2002. — Т. 5. — 496 с. — 5 000 экз. — ISBN 966-7903-37-0.
- Послания. Слова. Речи — Харьков: Майдан, 2004. — Т. 6. — 928 с. — 5 000 экз. — ISBN 966-8478-29-0.
- Послания. Слова. Речи — Харьков: Майдан, 2005. — Т. 7. — 626 с. — 4 000 экз. — ISBN 966-372-002-6.
- Послания. Слова. Речи — Харьков: Майдан, 2007. — Т. 8. — 732 с. — 4 000 экз. — ISBN 978-966-372-096-8.
- Жереб, визначений Богом. Спогади, поезія — Харків: Майдан, 2003. — 400 с. — 4 000 экз. — ISBN 966-8478-05-3.
- Новые страницы повести о переплетении судеб людских. Воспоминания — Харьков: Майдан, 2003. — 104 с. — 5 000 экз. — ISBN 966-7903-89-3.

## Нагороди

### Церковні нагороди
- Орден святого преподобного Серафима Саровського I ступеня (2011 рік) -в увагу до багаторічного старанному служінню Матері-Церкви, а також у зв'язку з 65-річчям ієрейської хіротонії, 90-річчям від дня народження і майбутнім 50-річчям архієрейської хіротонії[6][7]
- Орден святителя Інокентія митрополита Московського і Коломенського I ступеня (РПЦ, 2006) — в подяку за понесені місіонерські праці в різних країнах світу
- Орден святого рівноапостольного великого князя Володимира I ступеня (7 жовтня 1970 рік) — за шестирічну старанну і корисну діяльність у Південній Америці[8]
- Орден святого рівноапостольного великого князя Володимира II ступеня
- Орден преподобного Сергія Радонезького I ступеня
- Орден преподобного Сергія Радонезького II ступеня
- Орден святого благовірного князя Данила Московського
- Орден «Відзнака Предстоятеля Української Православної Церкви» (2011 рік) (вища нагорода Української Православної Церкви)[7]
- Орден преподобних Антонія і Феодосія Києво-Печерських I ступеня (УПЦ МП)
- Орден преподобних Антонія і Феодосія Києво-Печерських II ступеня (УПЦ МП)
- Всі ордена Єрусалимської Православної Церкви
- Орден Святої рівноапостольної Марії Магдалини I ступеня (Польська Православна Церква, 2006)
- Численні нагороди інших Помісних Православних Церков

### Україна
- Орден князя Ярослава Мудрого II ст. (2011) — за визначні особисті заслуги у відродженні духовності українського народу та багаторічну благодійну й гуманістичну діяльність[9]
- Орден князя Ярослава Мудрого III ст. (22 липня 2008) — за вагомий особистий внесок у розвиток духовності в Україні, багаторічну плідну церковну діяльність та з нагоди 1020-річчя хрещення Київської Русі[10]
- Орден князя Ярослава Мудрого IV ст. (14 квітня 2006) — за багатолітню плідну церковну, благодійну і милосердницьку діяльність, значний особистий внесок в утвердження ідей злагоди в суспільстві та з нагоди 85-річчя від дня народження[11]
- Орден князя Ярослава Мудрого V ст. (21 вересня 2004) — за значний особистий внесок у відродження духовності, утвердження ідей милосердя і злагоди в суспільстві, активну миротворчу та благодійну діяльність[12]
- Орден «За заслуги» I ст. (18 квітня 2001) — за багаторічну плідну церковну діяльність, визначний особистий внесок в утвердження ідей милосердя і злагоди в суспільстві[13]
- Орден «За заслуги» II ст. (21 серпня 1999) — за багаторічну плідну церковну діяльність, вагомий особистий внесок в утвердження засад християнської моралі в суспільстві[14]
- Почесна відзнака Президента України (24 квітня 1996) — за видатні особисті заслуги у відродженні духовності, утвердженні в суспільстві засад християнської моралі, активну миротворчу діяльність[15]
- Почесна грамота Кабінету Міністрів України (2011)[9]

### Російська Федерація
- Орден Пошани (20 квітня 2011) — за заслуги в зміцненні єдності Російської Православної Церкви та дружби між російським і українським народами[9][16]

### СРСР
- Орден Трудового Червоного Прапора
- Орден Дружби народів

### Звання Почесного громадянина
- Почесний громадянин Харкова (з 1999)
- Почесний громадянин Харківської області (2006)[17]

### Вчені ступеніHonoris causa
- Почесний професор Харківської державної академії культури
- Почесний професор Харківського інституту мистецтв ім. І. П. Котляревського
- Почесний доктор богослов'я Київської духовної академії
- Почесний доктор богослов'я Варшавської християнської богословської академії
- Почесний доктор Харківського національного університету імені В. Н. Каразіна

### Інші нагороди
- Почесний член Союзу письменників України
- Почесний член Союзу письменників Росії